# 연충류
연충류(蠕蟲類, Vermes)는 칼 폰 린네와 라마르크가 절지동물이 아닌 모든 무척추 동물을 분류하기 위해 사용했던 분류명이다. 린네의 분류 체계에서 이 분류명은 강(綱) 등급에 속하며, 동물 분류 체계의 마지막 장인 제6장에 서술된다. 나중에 연충류는 다음과 같은 목(目)으로 나뉜다.
- Intestina - 유선형동물, 지렁이, 선형동물, 간흡충류, 거머리, 먹장어, 좀조개 포함.
- Mollusca - 민달팽이, 다모류, 새예동물, 살파류, 해파리, 불가사리류, 성게류 포함.
- Testacea - 다판류, 만각류, 조개 포함.
- Lithophyta - 다양한 산호 포함.
- Zoophyta - 태형동물, 산호말 포함.

## 같이 보기
- 자연의 체계